# パオラ・ファリーニ
パオラ・E・ファリーニ（Paola Eugenia Falini、1943年8月31日 - ）は、イタリアの都市計画家、都市研究者。建築家。ローマ大学建築学部地域都市計画学科教授。研究者の傍らイタリア各地の法定都市計画策定に関わる。
専門の研究分野はイタリア各地や世界各地の歴史的市街地の修復と評価に関する研究と教育指導で多くの研究発表と教育、指導を行う。グッピオヨーロッパ賞創設に寄与。フランス都市計画協会客員。パリ大学、ベルビル・パリ建築学院客員教授。1995年からローマ市建築委員会委員。ANCSA評議委員渉外担当。

## おもな業績
- アマルフィ海岸州景観計画PTP
- ベルガモ市歴史的ボルコ計画
- アッシジ市新都市基本計画策定　1994-1996
- アッシジ市カトリック50年祭計画コンサルティング　1997-2000年